# Lac des Pins
Lac des Pins är en sjö i Kanada.   Den ligger i regionen Outaouais och provinsen Québec, i den sydöstra delen av landet, 120 km norr om huvudstaden Ottawa. Lac des Pins ligger 208 meter över havet. Arean är 0,34 kvadratkilometer. Den sträcker sig 1,1 kilometer i nord-sydlig riktning, och 0,6 kilometer i öst-västlig riktning.
I omgivningarna runt Lac des Pins växer i huvudsak blandskog. Runt Lac des Pins är det mycket glesbefolkat, med 7 invånare per kvadratkilometer.